# Ісула
Ісула (груз. ისულა) — село в муніципалітеті Сенакі, мхаре Самеґрело-Земо Сванеті, Грузія. Підпорядковане громаді Ахалсопелі.
Розташоване на  правому березі річки Техурі, на висоті 12 м над рівнем моря. Відстань від Сенакі — 3 км.

## Населення
На 2014 рік в селі мешкає 528 осіб.
| Рік  | Населення | Чоловіки | Жінки |
| ---- | --------- | -------- | ----- |
| 2002 | 692       | 339      | 353   |
| 2014 | ▼ 528     | 262      | 266   |